# Мезенская губа
Мезе́нская губа́ — один из четырёх крупнейших заливов Белого моря, наряду с Двинской губой, Онежской губой и Кандалакшским заливом. Мезенская губа, лежащая к югу от полуострова Канин, — самая восточная из них. Расположена в Архангельской области и Ненецком автономном округе на северо-западе России.

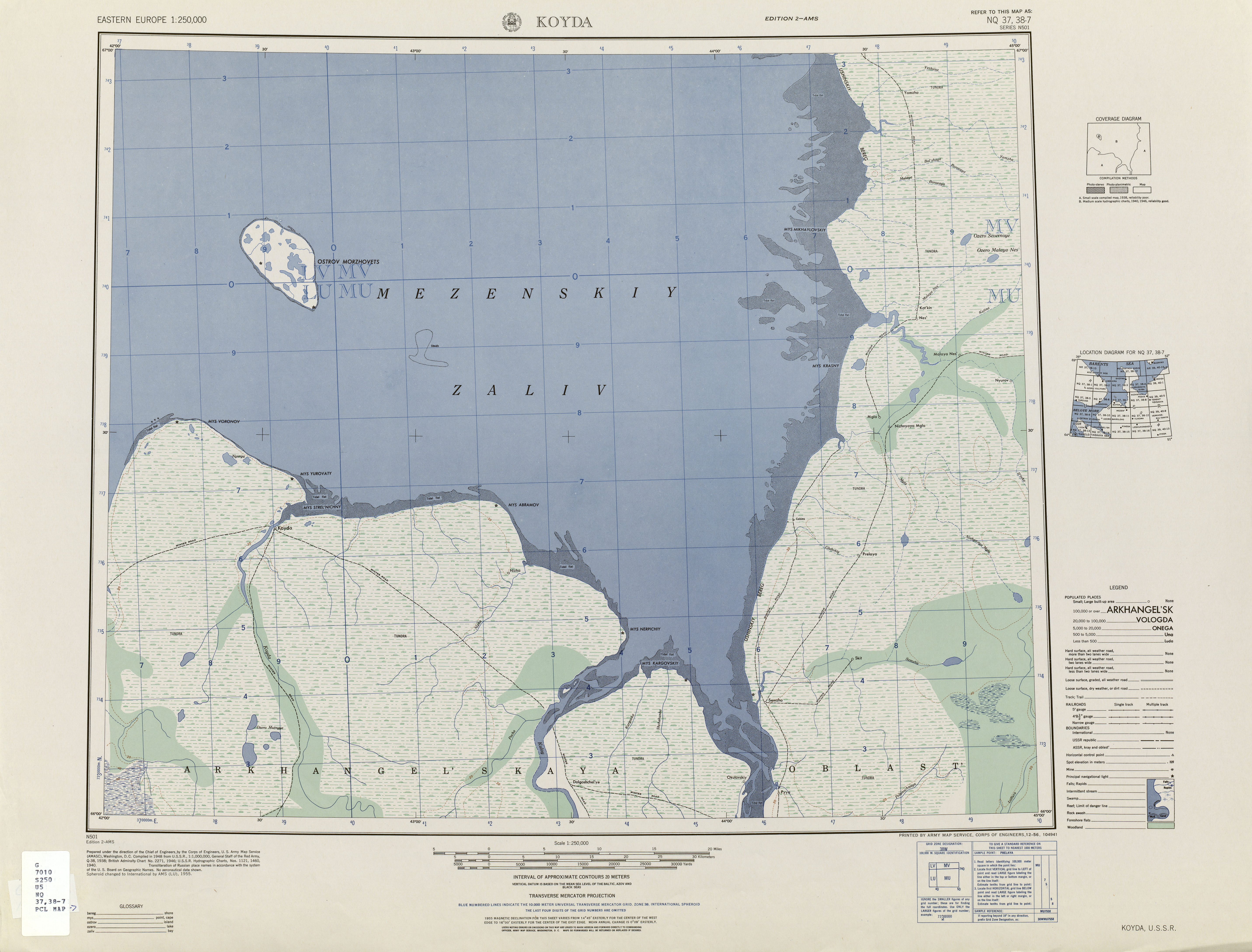
Лист NQ 37-7, из набора карт Восточной Европы Картографической военной службы США. Серия 501. 1954. Масштаб 1:250 000

Длина 105 км, ширина 97 км, глубина 5—25 м; площадь акватории составляет 6630 км². При входе в Мезенскую губу находится остров Моржовец. В залив впадают две крупные реки — Кулой и Мезень, а также ряд более мелких рек — Несь, Чижа, Нижа, Койда и др. Восточный берег залива называется Конушинским, а южный — Абрамовским.
В XVI—XVIII веках поморы в южной части полуострова Канин перетаскивали свои кочи по Чёшскому волоку из впадающей в Мезенскую губу реки Чижа в реку Чёша, впадающую в Чёшскую губу.
Зимой замерзает, но ледяной покров нередко взламывается приливами. Вода менее прозрачна, чем в других акваториях Белого моря, что вызвано стоком довольно мутной Мезени. Характерны сильные течения. Приливы полусуточные, высота сизигийных приливов до 10,3 м, самые высокие на арктическом побережье России. Существует проект строительства Мезенской приливной электростанции мощностью 11,4 ГВт.
Промысел рыбы (навага, сельдь) и морского зверя.